# 正円寺 (江戸川区)
正円寺（しょうえんじ）は、東京都江戸川区にある新義真言宗の寺院。

## 歴史
創建年代は不明であるが、文明年間（1469年 - 1487年）に良範法印が中興した。当寺では良範法印を第1世住職としている。
度々の風水害で、中興以前の記録は失われている。中興以降も堂宇の再建を繰り返している。現在の本堂は、1968年（昭和43年）に新築されたものである。

## 文化財
- 正円寺所在の庚申塔（寛文三年銘） - 江戸川区登録有形民俗文化財・民俗資料、昭和59年2月28日告示[3]

## 交通アクセス
- 葛西駅より徒歩16分（経路案内）。